# São Tomás de Aquino
São Tomás de Aquino is een gemeente in de Braziliaanse deelstaat Minas Gerais. De gemeente telt 7.073 inwoners (schatting 2009).

## Aangrenzende gemeenten
De gemeente grenst aan Capetinga, São Sebastião do Paraíso, Itirapuã (SP) en Patrocínio Paulista (SP).